# Маджи, Джан Антонио
Джан Антонио Маджи (19 февраля 1856, Милан — 12 июля 1937 или 12 ноября 1937, Милан) — известный итальянский механик.
Джан Антонио Маджи преподавал математический анализ в университетах Модены и Мессины, а также теоретическую механику в университетах Пизы и Милана.
Его имя носят уравнения Маджи, возникающие в механике неголономных систем.
Он оставил несколько ценных исследований в области аналитической динамики, теории потенциала, электромагнетизма, теории
упругости, движения твердого тела, а также несколько заметных исследований классической и релятивистской механики.
Помимо того, что он был математиком, он был не только полиглотом, но и гуманистом.
В 1910 году избран в Академию Линчеи, в 1936 году — в Национальную академия наук.

## Труды
- Dinamica dei sistemi; lezioni sul calcolo del movimento dei corpi naturali (Pisa: E. Spoerri, 1921)
- Dinamica fisica. Lezioni sulle leggi generali del movimento dei corpi naturali (Pisa: E. Spoerri, 1921)